# Scoparia meyrickii
Scoparia meyrickii là một loài bướm đêm trong họ Crambidae.